# New Zealand Ice Hockey League 2010
Die Saison 2010 war die sechste Spielzeit der New Zealand Ice Hockey League, der höchsten neuseeländischen Eishockeyspielklasse. Meister wurden zum dritten Mal in der Vereinsgeschichte die Botany Swarm.

## Modus
In der Regulären Saison absolvierte jede der fünf Mannschaften insgesamt 16 Spiele. Die beiden bestplatzierten Mannschaften qualifizierten sich für das Meisterschaftsfinale. Für einen Sieg nach regulärer Spielzeit erhielt jede Mannschaft drei Punkte, für einen Sieg nach Overtime zwei Punkte, für ein Unentschieden und eine Niederlage nach Overtime einen Punkt und für eine Niederlage nach der regulären Spielzeit null Punkte.

## Reguläre Saison

### Tabelle
|    | Klub                   | Sp | S | OTS | U | OTN | N | Tore  | Punkte |
| -- | ---------------------- | -- | - | --- | - | --- | - | ----- | ------ |
| 1. | Botany Swarm           | 16 | 9 | 1   | 3 | 2   | 1 | 76:50 | 34     |
| 2. | West Auckland Admirals | 16 | 5 | 2   | 3 | 1   | 5 | 74:77 | 26     |
| 3. | Canterbury Red Devils  | 16 | 8 | 0   | 2 | 2   | 4 | 92:75 | 26     |
| 4. | Dunedin Thunder        | 16 | 3 | 0   | 5 | 1   | 7 | 71:84 | 18     |
| 5. | Southern Stampede      | 16 | 3 | 1   | 3 | 1   | 8 | 51:78 | 16     |

Sp = Spiele, S = Siege, U = Unentschieden, N = Niederlagen, OTS = Overtime-Siege, OTN = Overtime-Niederlage, SOS = Penalty-Siege, SON = Penalty-Niederlage

## Finale
- Botany Swarm – West Auckland Admirals 3:1